# トマス・ハマーベリ

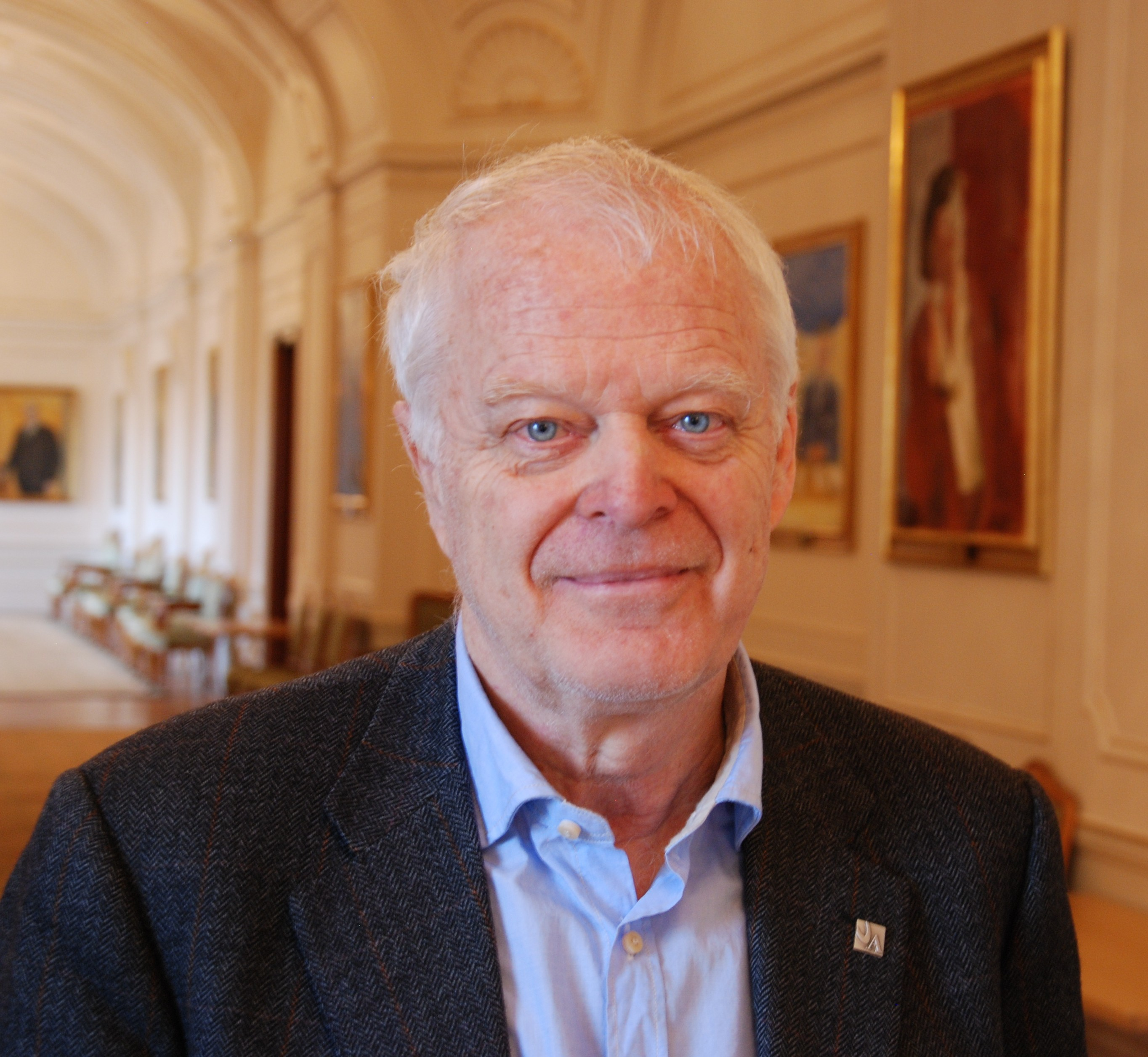
Thomas Hammarberg
Photo: Bengt Oberger

トマス・ハマーベリ（Thomas Hammarberg、1942年1月2日 - ）は、スウェーデンの外交官、人権活動家 (Human rights activist) 。エルンシェルツビクの生まれ。
2006年4月1日から2012年3月31日まで、初代委員のアルバロ・ヒル＝ロブレス (Álvaro Gil-Robles) の後任として、ストラスブールの欧州評議会の第2代人権委員を務めた。後任はラトビア国籍のニルス・ムイズニクス (Nils Muižnieks) 。
この就任に至るまでハマーベリはヨーロッパや世界中で人権問題の前進に向けての活動を長年にわたって展開してきた。1980年-86年はアムネスティ・インターナショナルの事務局長、1986年-92年はスウェーデンの NGO「セーブ・ザ・チルドレン」の事務局長、1994年-2002年にはスウェーデン政府の人道救援活動全権大使、そして2002年-05年にはストックホルムに本拠を持つオーロフ・パルメ国際センター (Olof Palme International Center) の事務局長を務めている。
2001年から2003年にかけてハマーベリは、国際連合人権高等弁務官の下でヨーロッパ、中央アジアとカフカースの地域顧問として活動していた。長年にわたりハマーベリはスウェーデン首相の個人代表として国連特別子ども総会に出席したり、アスペン研究所の「平和における人権ミッション」についての討論会で議長を務めたりもしている。1996年から2000年にかけては、国際連合のコフィー・アナン事務総長によりカンボジアでの人権ミッションの特別代表に任命された。また中近東和平多国間協議での難民救済事業の仕事にも関係していた。
25年間にわたり、ハマーベリは人権問題をテーマとした広汎な著作を執筆している。なかでも国際情勢や安全保障と並んで、子どもの人権、難民政策、マイノリティ問題、性的指向や性自認の問題、外国人差別、ジプシー（ロマ）に関するものが多い。彼は数多くの大学や研究機関で人権のついての講義や講演をたびたび行っていることでも良く知られている。
ハマーベリは欧州評議会人権委員としての職責を果たすべく、欧州評議会の加盟国において人権保護の水準の向上のために、定期的に連絡や査察訪問を行っている。
2006年4月の就任以来、ハマーベリは査察のためアルバニア、ドイツ、オーストリア、アゼルバイジャン、ボスニア・ヘルツェゴビナ、アイルランド、マケドニア、サンマリノ、セルビア、モンテネグロ、オランダ、ウクライナを訪問している。